# Atsuko Tanaka (Künstlerin)

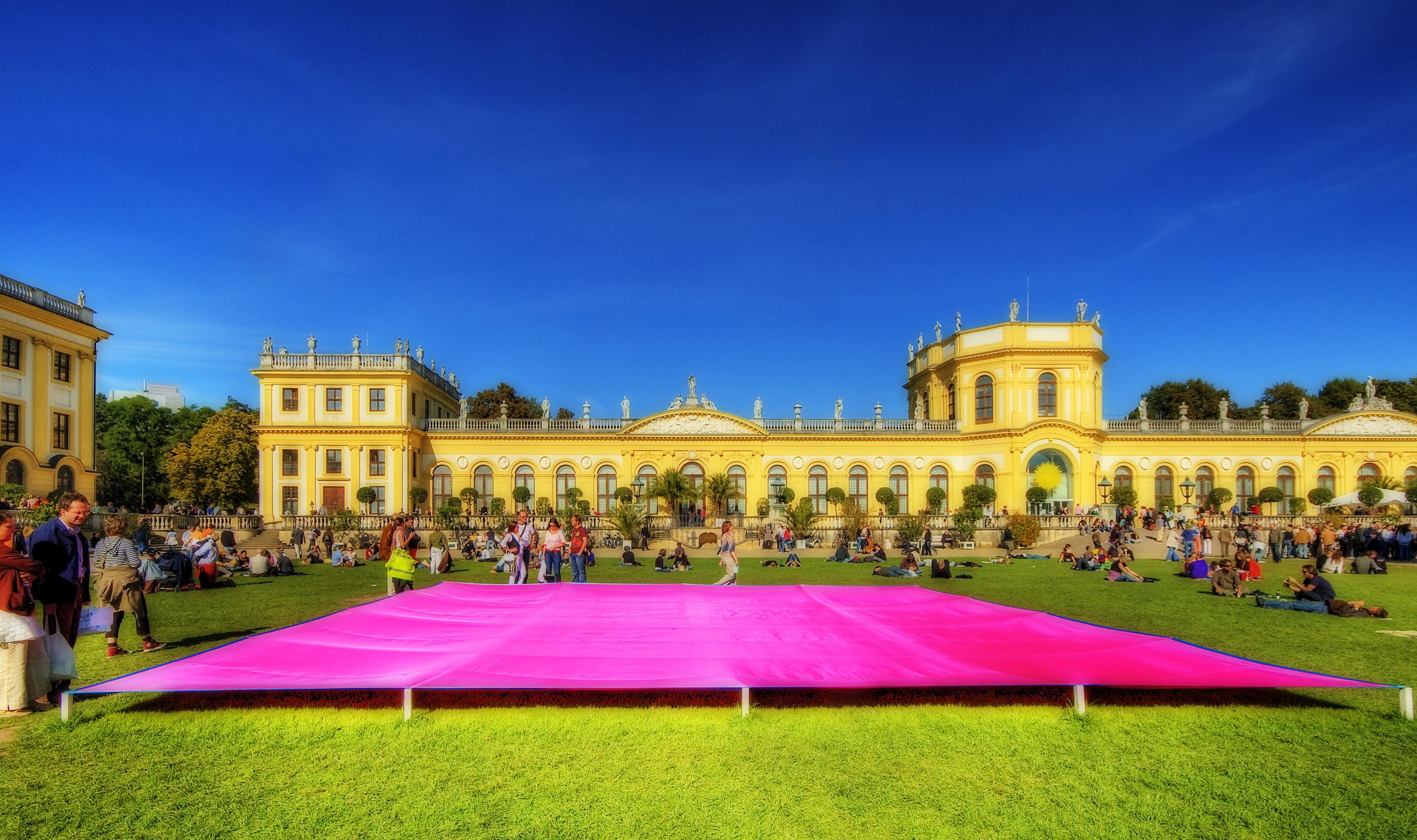
Atsuko Tanakas Tokyo Work (1955), für die documenta 12 in Kassel rekonstruiert, 2007

Atsuko Tanaka (jap. 田中 敦子, Tanaka Atsuko; * 10. Februar 1932 in Osaka; † 3. Dezember 2005 in Asuka) war eine japanische Malerin, Zeichnerin und Aktionskünstlerin. Sie war Mitglied der avantgardistischen Künstlervereinigung Gutai.

## Leben und Werk
Atsuko Tanaka begann im Jahr 1950 ein Vorbereitungsstudium am Ōsaka-shiritsu Bijutsukan Fusetsu Bijutsu Kenkyūjo (大阪市立美術館付設美術研究所, dt. „angegliedertes Kunstforschungsinstitut des Städtischen Kunstmuseums von Osaka“) für die Aufnahmeprüfung an der Kunstschule. 1951 nimmt Tanaka ihr Studium im Fachbereich für Westliche Malerei für am Kyōto-shiritsu Bijutsu Daigaku, der heutigen Kyōto-shiritsu Geijutsu Daigaku auf. Im Jahr 1955 wurde Tanaka Mitglied der Künstlervereinigung Gutai.
1965 tritt sie aus Gutai aus, zusammen mit dem Künstler Akira Kanayama. Wenig später heiratet sie Kanayama und zieht mit ihm nach Osaka. Im Jahr 1972 ziehen Tanaka und Kanayama nach Asuka in der Präfektur Nara um.
Tanaka verwendet in ihren Arbeiten alltägliche Gegenstände wie Textilien und Ähnliches und verknüpft elektrische Elemente, wie Glühbirnen mit Malerei. Sie gilt als eine Künstlerin die bereits früh feministische Positionen in ihrer Kunst verarbeitet hat.
Ihre Arbeiten wurden und werden auf internationalen Ausstellungen und Biennalen gezeigt. Ihr Werk ist Bestandteil wichtiger internationaler Sammlungen, unter anderem des Museum in Kanazawa, des Hyogo Prefectural Museum of Art (兵庫県立美術館, Hyōgo-kenritsu Bijutsukan) in Kōbe und des Museum of Contemporary Art, Los Angeles. Im Jahr 2007 wurde Tanakas Installation Electric Dress von 1956 (Ein Kleid, das den traditionellen Kimono antizipiert und aus bemalten Glühlampen besteht. Tanaka hat es bei Kunstaktionen selbst getragen.), sowie Zeichnungen (Studien) zu dieser Arbeit und einige andere Malereien auf der documenta 12 in Kassel gezeigt. Die Skulptur Electric Dress gilt als Haupt- und Schlüsselwerk von Atsuko Tanaka. Auch ihre Arbeit Tokyo Work (1955), ein großes pinkfarbenes Stofftuch wurde für die documenta 12 rekonstruiert.

## Ausstellungen (Auswahl)
- 1998 Out of Actions Museum of Contemporary Art, Los Angeles
- 2002 Atsuko Tanaka Galerie im Taxispalais, Innsbruck / Atsuko Tanaka Tomio Koyama Gallery, Tokio / Atsuko Tanaka in Kyoto, Mori Yu Gallery, Kyoto / Atsuko Tanaka: Circle, Circle, Circle, Gallery HAM, Nagoya
- 2003 Transition SCAI The Bathhouse, Tokio / Atsuko Tanaka, New Paintings 2002–2003, Gallery HAM, Nagoya
- 2004 Gutai Retrospektive, Hyogo Prefectural Museum of Art, Kobe / Electrifying Art: Atsuko Tanaka 1954-1968, Grey Art Gallery New York University, New York / Atsuko Tanaka: Paintings and Drawings 1980-2002, Paula Cooper Gallery, New York
- 2005 Lichtkunst aus Kunstlicht ZKM, Karlsruhe / 25 Jahre Sammlung Deutsche Bank Deutsche Guggenheim – Berlin / The Shape of Time Walker Art Center, Minneapolis / Resounding Spirit: Japanese Contemporary Art of the 1960s, Samek Art Gallery, Bucknell University, Lewisburg, PA / Traces: Body and Idea in Contemporary Art, The National Museum of Modern Art, Kyoto, Japan / Works on Paper – 2005, Schmidt Contemporary Art, St. Louis, MO
- 2006 ZERO Museum Kunst Palast, Düsseldorf / Tokyo Blossoms Hara Museum, Tokio
- 2007  What Is Painting? Museum of Modern Art, New York City / documenta 12, Kassel
- 2011–2012 Atsuko Tanaka. The Art of Connecting, Ikon Gallery, Birmingham, Espai d’Art Contemporani, Castelló, The Museum of Contemporary Art, Tokyo